# 퀸 와사비
퀸 와사비(Queen Wa$abii, 본명: 김소희, 1994년 1월 4일 ~ )는 대한민국의 래퍼이다.

## 학력
- 양지고등학교
- 이화여자대학교 사범대학 교육공학과 (학사)

## 출연 작품

### 방송
- Mnet 《GOOD GIRL : 누가 방송국을 털었나》
- TV조선 《사랑의 콜센타》 게스트 (65회)
- Mnet 《Show Me The Money 9》 - 미란이 Party Time 피쳐링
- Mnet 《Show Me The Money 10》 - 황지상 & 365lit 모야모야 피처링
- TV조선 《부캐전성시대》 고정 출연 (깡 와사비)
- TV조선 《아바드림》 드리머 (추앙애)
- MBC 《미스터리 음악쇼 복면가왕》 - 해피뉴이어 가랜드
- tvN 《댄스가수 유랑단》- 게스트 (10회)
- 유튜브《노빠꾸 탁재훈》- 게스트 (10회)

## 음반
- 2019년 10월 23일 《Look at my!》
- 2019년 12월 31일 《안녕, 쟈기?》
- 2020년 2월 11일 《nuna bank》
- 2020년 4월 3일 《spice it up!》
- 2020년 9월 13일 《누나와따》
- 2020년 12월 30일 《까먹었다》